# The Fight of My Life
| Оценки критиков      | Оценки критиков |
| Источник             | Оценка          |
| -------------------- | --------------- |
| AllMusic             | [ 1 ]           |
| Gospelflava.com      | (favorable)     |
| BlogCritics magazine | (favorable)     |
| Rhapsody Online      | (not rated)     |

The Fight of My Life (с англ. — «Борьба моей жизни») — десятый студийный альбом американского госпел-певца Кирка Франклина, вышедший 18 декабря 2007 года на лейбле GospoCentric Records. Альбом дебютировал на 33-м месте в американском основном хит-параде Billboard 200 с тиражом 74,000 копий  в первую неделю релиза. Диск возглавил чарт христианской музыки «Top Gospel Albums, а также получил премию Грэмми» в категории Лучший современный R&B-госпел-альбом.

## Отзывы
Альбом получил положительные отзывы музыкальных критиков и интернет-изданий.
8 февраля 2009 года альбом получил музыкальную премию Грэмми в категории Лучший современный R&B-госпел-альбом. Кроме того сингл «Help Me Believe» выиграл премию в категории Best Gospel Song.

## Награды

### Grammy Awards
| Год          | Номинируемая работа           | Категория                            | Результат |
| ------------ | ----------------------------- | ------------------------------------ | --------- |
| 2009, Грэмми | The Fight of My Life (альбом) | Лучший современный R&B-госпел-альбом | Победа    |
| 2009, Грэмми | Help Me Believe (песня)       | Лучшая песня в стиле госпел          | Победа    |

### GMA Dove Awards
| Год                        | Номинируемая работа              | Категория                       | Результат |
| -------------------------- | -------------------------------- | ------------------------------- | --------- |
| 2009, 40th GMA Dove Awards | The Fight of My Life (альбом)    | Urban Album of the Year         | Победа    |
| 2009, 40th GMA Dove Awards | Declaration (This Is It) (песня) | Urban Recorded Song of the Year | Номинация |

## Список композиций
Автор всех треков Кирк Франклин, кроме указанных.
| #   | Название                                                           | Время | Примечания                                     |
| --- | ------------------------------------------------------------------ | ----- | ---------------------------------------------- |
| 1.  | «Intro»                                                            | 0:25  | Текст от Кирка Франклина                       |
| 2.  | «Declaration (This is It)»                                         | 4:24  | Авторы музыки Кенни Логгинс и Майкл Макдональд |
| 3.  | «Little Boy» (при участии Rance Allen и Isaac Carree)              | 5:07  |                                                |
| 4.  | «Help Me Believe»                                                  | 6:51  | 2009 Grammy Award winner («Best Gospel Song»)  |
| 5.  | «Hide Me»                                                          | 5:14  |                                                |
| 6.  | «How It Used to Be»                                                | 4:53  |                                                |
| 7.  | «He Will Supply»                                                   | 4:26  |                                                |
| 8.  | «Jesus»                                                            | 3:43  |                                                |
| 9.  | «I Am God» (при участии tobyMac)                                   | 5:05  |                                                |
| 10. | «It Would Take All Day»                                            | 5:11  |                                                |
| 11. | «A Whole Nation» (при участии Donovan Owens)                       | 4:59  |                                                |
| 12. | «Still in Love»                                                    | 5:19  |                                                |
| 13. | «I Like Me» (при участии Da’ T.R.U.T.H.)                           | 3:05  | Авторы музыки Кирк Франклин и Emmanual Lambert |
| 14. | «Chains»                                                           | 7:28  |                                                |
| 15. | «Still (in Control)» (при участии Doug Williams и Melvin Williams) | 5:12  |                                                |
| 16. | «The Last Jesus»                                                   | 5:32  |                                                |

## Позиции в чартах

### Еженедельные чарты
| Год  | Чарт                                  | Высшая позиция |
| ---- | ------------------------------------- | -------------- |
| 2007 | США, Billboard Top Gospel Albums      | 1              |
| 2008 | США, Billboard 200                    | 33             |
| 2008 | США, Billboard Top Christian Albums   | 1              |
| 2008 | США, Billboard Top R&B/Hip-Hop Albums | 7              |

| Год  | Название                   | Чарт                       | Высшая позиция |
| ---- | -------------------------- | -------------------------- | -------------- |
| 2008 | «Declaration (This is It)» | США, Hot R&B/Hip-Hop Songs | 35             |
| 2008 | «Declaration (This is It)» | США, Hot Gospel Songs      | 1              |